# Noswendeler Bruch
Noswendeler Bruch este o arie protejată (arie specială de conservare — SAC, sit de importanță comunitară — SCI, arie de protecție specială avifaunistică — SPA) din Germania întinsă pe o suprafață de 152,29 ha, integral pe uscat.

## Localizare
Centrul sitului Noswendeler Bruch este situat la coordonatele 49°32′16″N 6°51′46″E / 49.5378°N 6.8628°E.

## Înființare
Situl Noswendeler Bruch a fost declarat sit de importanță comunitară în octombrie 2000 pentru a proteja 14 specii de animale. Alte tipuri de protecție:
- arie de protecție specială avifaunistică (în octombrie 2000)[3]
- arie specială de conservare (în ianuarie 2015)[2][4][5]

## Biodiversitate
Situată în ecoregiunea continentală, aria protejată conține 8 habitate naturale: Cursuri de apă de la nivel de câmpie la nivel montan, cu vegetație Ranunculion fluitantis și Callitricho-Batrachion, Formațiuni ierboase bogate în specii de Nardus, dezvoltate pe substraturi silicioase în zone montane (și în zone submontane, în Europa continentală), Pajiști cu Molinia pe soluri calcaroase, turboase sau argilos-nămoloase (Molinion caeruleae), Liziere de ierburi înalte hidrofile de câmpie și de nivel montan până la alpin, Fânețe de joasă altitudine (Alopecurus pratensis, Sanguisorba officinalis), Păduri de fag Luzulo-Fagetum, Păduri de stejar sau de stejar și carpen sub-atlantice și medio-europene de Carpinion betuli, Păduri aluvionare cu Alnus glutinosa și Fraxinus excelsior (Alno-Padion, Alnion incanae, Salicion albae).
La baza desemnării sitului se află mai multe specii protejate:
- păsări (9): pescăruș albastru (Alcedo atthis), barză neagră (Ciconia nigra), ciocănitoarea de stejar (Dendrocopos medius), ciocănitoare neagră (Dryocopus martius), egretă albă (Egretta alba), becațină comună (Gallinago gallinago), sfrâncioc roșiatic (Lanius collurio), gaia roșie (Milvus milvus), mărăcinar (Saxicola rubetra)
- mamifere (1): castor (Castor fiber)
- nevertebrate (2): fluturele auriu (Euphydryas aurinia), fluturele purpuriu (Lycaena dispar)
- pești (2): zglăvoacă (Cottus gobio), cicar (Lampetra planeri)

Pe lângă speciile protejate, pe teritoriul sitului au mai fost identificate 19 specii de plante, 15 specii de nevertebrate.